# Baard (Pays-Bas)
Pour les articles homonymes, voir Baard.
Baard est un village de la commune néerlandaise de Leeuwarden, dans la province de Frise.

## Géographie
Le village est situé à 10 km au sud-ouest de Leeuwarden.

## Histoire
Baard fait partie de la commune de Baarderadeel avant 1984, puis de Littenseradiel avant le 1er janvier 2018, où celle-ci est supprimée. Depuis cette date, Baard appartient à Leeuwarden.

## Démographie
Le 1er janvier 2018, le village comptait 195 habitants.